# Península de Río de Oro
La península de Río de Oro, también conocida como península de Wad Ad-Dahab o península de Villa Cisneros en la época colonial española, se encuentra en la zona sur de la costa atlántica del Sahara Occidental. En ella se encuentra la ciudad de Villa Cisneros.

## Características
Tiene una longitud de unos cuarenta kilómetros y una orientación noreste-suroeste, estando unida al continente por su extremo norte. Su anchura es relativamente uniforme, oscilando entre los cuatro y los siete kilómetros. Cierra por el oeste la estrecha bahía de Río de Oro. Su altura máxima no sobrepasa los veinte metros sobre el nivel del mar, siendo esta mayor en la costa que da al océano Atlántico que en la lindante con la bahía. Los bordes de la península son ligeramente escarpados.
La península comienza en un pequeño saliente de la costa atlántica denominado Roque Cabrón. A catorce millas náuticas se encuentra otro promontorio, denominado Archipres Grande. Termina en su extremo meridional, en dos cabos: en la costa atlántica se encuentra Punta Durnford, que es baja y con acantilados, dominada por colinas de arena; en el lado que da a la bahía se encuentra la Punta de la Sarga, que es baja y arenosa. Entre ambas se encuentra Punta Galera, que cuenta con un faro. A la altura del tercio sur de la península, en la costa de la bahía, se encuentra Villa Cisneros, que cuenta con un fondeadero de unas 7 u 8 millas náuticas de largo por 2 o 3 de ancho e instalaciones portuarias.